# 성인식
성인식(成人式) 또는 성인이 됨은 청소년이 유년기를 거쳐 성인으로 접어들게 됨을 일컬으며 그 연령은 각 사회에 따라 기준의 차이가 있어 자연적으로 몇 세가 되면 이뤄지는 경우도 있다.법적인 효력을 가질 수도 있으나 단순한 의식에 머무를 수도 있으며 이 경우에는 보통 사회 구성원이 성인식을 비슷한 방법으로 실행함을 뜻한다. 과거와 현 사회 일부에서는 2차 성징의 발달을 통해 나타난 신체적 변화를 성년의 기준을 구체적인 기준으로 보는가 하면 종교적 기준에서는 보통 나이로 성인식의 시기를 판단한다. 서구 사회에서는 대개 16-22세이며 보통 유년을 벗어나 법적으로 성년의 권리를 가지는 시기에 성년이 되었음을 인정한다. 많은 국가에서는 성인식 또는 의례를 통해 성인이 됨을 축하한다.

## 역사
성인식은 자녀들이 부모 혹은 족장의 권위에 의해 집단적으로 행해지는 제도로서 계획적으로 시행된 최초의 교육이다. 정확한 시기를 특정할 순 없지만 성인과 어린이를 구별하는 이분법적 인식이나 그것을 근거로 행하는 성년식은 대내외적 단결이나 조직화가 필요한 시기에 등장했으리라 짐작된다. 경제적, 대외적으로 부족적인 단결이나 조직이 필요없는 사회에서는 성인식을 통해 부족에 충실한 사람을 만들 필요가 없었다. 때문에 성인식의 등장은 교육이 부모에 의해 이뤄졌던 시대가 끝나고 집단 차원에서의 교육이 시작되었다는 것을 의미한다. 성인식과 같은 공공제도로 교육이 이루어진 것은 집단이, 즉 구성원 각자가 생존하기 위한 자연이나 다른 집단과의 대립에서 공동으로 대응해야만 했기 때문이다. 성인식의 등장은 그 집단을 부족에서 부족국가로 이전시키는 교두보적 역할을 하며 의무교육과 제도의 등장과 맞물린다.

## 종교
유대교에서 소년은 13세에 종교적으로 성숙함을 인정받으며 바르미츠바(bar mitzvah)라는 의식을 치른다. 여아의 경우 12세에 치르며 바트미츠바(bat mitzvah)라 의식을 부른다.

## 같이 보기
- 성년의 날